# مهند الطاهر
مهند الطاهر (عربی: مهند الطاهر؛ زادهٔ ۳ دسامبر ۱۹۸۴) بازیکن فوتبال اهل سودان است.

## تیم ملی
وی همچنین در تیم ملی فوتبال سودان بازی کرده‌است.